# كلوروفورم
الكلوروفورم أو ثلاثي كلورو ميثان مركب عضوي صيغته الكيميائية CH Cl 3. وهو سائل عديم اللون سهل التطاير. للكلوروفورم تأثير تخديري، كما أنه مذيب جيد لمختلف المواد الكيميائية خاصة الزيوت، غير قابل للاشتعال، وله رائحة خفيفة مميزة له.

## التاريخ
حُضر الكلوروفورم لأول مرة عام 1831 من قبل كل من يوستوس فون ليبيغ وأوجين سوبيران Eugène Soubeiran وذلك بشكل منفصل. اكتشفت خواصه المخدرة من قبل العديد من الأطباء، حيث لاقى استخدام الكلوروفوم رواجاً كمخدر في العمليات الجراحية، وذلك مثل الطبيب الإنكليزي روبرت غلوفر Robert Mortimer Glover عام 1842 والفيزيولوجي الفرنسي ماري جان بيير فلورين Marie-Jean-Pierre Flourens عام 1847 والطبيب الإسكتلندي جيمس يونغ سيمبسون.

## الخصائص
إن الكلوروفورم عبارة عن سائل عديم اللون، غير قابل للاشتعال، سهل التطاير، له رائحة مميزة. له نقطة انصهار تبلغ - 63°س، أما نقطة غليانه عند الضغط الجوي فهي 61°س. للكلوروفورم كثافة أكبر من الماء، وهو لا يمتزج معه (غير مزوج مع الماء).
يتفكك الكلوروفورم نتيجة الأشعة فوق البنفسجية للضوء حيث يتشكل الفوسجين وغازالكلور وكلوريد الهيدروجين. لذلك تضاف للعبوات التجارية من الكلوروفورم مثبتات مثل الإيثانول بتركيز يتراوح بين 0.5 إلى 1.0 % وذلك لتجنب تشكل غاز الفوسجين السام. كما أن العبوات غالباً ما تكون ذات لون داكن للتخفيف من الأثر التفكيكي للضوء.
تسبب أبخرة الكلوروفورم فقدان الوعي وتخفف الألم. لكن للكلوروفورم تأثيرات سامة على القلب والكبد وعدد من الأعضاء الداخلية وغثيان وإقياء واضطرابات كلوية، وله تأثير موسع وعائي شديد ويحدث هبوطاً في الضغط الشرياني وله تأثير مثبط مباشر على العضلة القلبية (نقطة توقف قلب الأرنب المعزول)، لذلك فإن الكلوروفورم لا يستعمل كمخدر في الوقت الحالي.

## التحضير
يحضر الكلوروفورم صناعياً من تسخين غاز الكلور مع الميثان أو كلور الميثان لدرجات حرارة بين إلى 400 - 500 °س. عند درجة الحرارة هذه يحدث تفاعل استبدال جذري بشكل مرحلي حتى تمام الاستبدال والوصول إلى رباعي كلوريد الكربون:
{\displaystyle \mathrm {CH_{4}+Cl_{2}\longrightarrow CH_{3}Cl+HCl} }
{\displaystyle \mathrm {CH_{3}Cl+Cl_{2}\longrightarrow CH_{2}Cl_{2}+HCl} }
{\displaystyle \mathrm {CH_{2}Cl_{2}+Cl_{2}\longrightarrow CHCl_{3}+HCl} }
{\displaystyle \mathrm {CHCl_{3}+Cl_{2}\longrightarrow CCl_{4}+HCl} }
تفصل المنتجات الكلورية عن بعضها بالتقطير.

## الاستخدامات
- يعد الكلورفورم من المحلات شائعة الاستخدام في المختبرات الكيميائية.
- بالإضافة إلى استخدامه السابق كمخدر، كان الكلوروفورم يستعمل في دارات التبريد، إلا أن منع بعد ذلك.[4]